# Zaouiat Saiss
Zaouiat Saiss  (in arabo زاوية سايس‎?) è un centro abitato e comune rurale del Marocco situato nella provincia di El Jadida, regione di Casablanca-Settat. Conta una popolazione di 11 160 abitanti (censimento 2014).